# Maxim Kriat
Maxim Kriat –en ucraniano, Максим Крят– (9 de diciembre de 1984) es un deportista ucraniano que compitió en triatlón. Ganó una medalla de bronce en el Campeonato Mundial por Relevos de 2003.

## Palmarés internacional
| Campeonato Mundial por Relevos | Campeonato Mundial por Relevos | Campeonato Mundial por Relevos | Campeonato Mundial por Relevos |
| Año                            | Lugar                          | Medalla                        | Prueba                         |
| ------------------------------ | ------------------------------ | ------------------------------ | ------------------------------ |
| 2003                           | Tiszaújváros (Hungría)         | Medalla de bronce              | Relevos                        |